# Austrophorocera heros
Austrophorocera heros là một loài ruồi trong họ Tachinidae.